# Astigmasaura
Astigmasaura (llangardaix femella sense signes) és un gènere extint de dinosaures sauròpodes rebbachisàurids que van viure durant el Cretaci superior en el que avui en dia és Argentina, concretament, la formació Huincul. Les restes fòssils van ser descobertes l'any 2017, l'any 2024 es va classificar com a rebbachisàurid indeterminat i l'any 2025 es va classificar com a nou gènere. Només consta d'una espècie, Astigmasaura genuflexa. El nom de l'espècie, genuflexa, vol dir "genoll flexionat" en llatí ja que els fòssils es van trobar amb els genolls flexionats cap enrere.